# Lepirodes
Genre
Synonymes
- Amphilepida Dall, 1899

Lepirodes est un genre de mollusques bivalves de la famille des Galeommatidae.

## Liste des genres
Selon World Register of Marine Species (3 août 2015) :
- Lepirodes ambiguus (Deshayes, 1856)
- Lepirodes apertus (G. B. Sowerby II, 1874)
- Lepirodes aurantius (Lamarck, 1818)
- Lepirodes formosus (Deshayes, 1856)
- Lepirodes inflatus (Deshayes, 1856)
- Lepirodes layardi (Deshayes, 1856)
- Lepirodes phuketi (Lützen & Nielsen, 2005)
- Lepirodes politus (Deshayes, 1856)
- Lepirodes porulosus (Deshayes, 1856)
- Lepirodes vitreus (Quoy & Gaimard, 1835)